# Departamento de Zipaquirá
El departamento de Zipaquirá es un extinto departamento de Colombia. Fue creado el 5 de agosto de 1908 a partir del departamento de Quesada (creado en 1905) y perduró hasta el 1 de enero de 1910, siendo parte de las reformas administrativas del presidente de la república Rafael Reyes respecto a división territorial.El Territorio de Meta hacia parte de su circunscripción electoral. El departamento duró poco, pues Reyes fue depuesto en 1909 y todas sus medidas revertidas a finales del mismo año, por lo cual las 34 entidades territoriales creadas en 1908 fueron suprimidas y el país recobró la división política vigente en 1905, desapareciendo entonces Zipaquirá como departamento y siendo reunificado el departamento de Cundinamarca.

## División territorial
El departamento estaba conformado por las provincias cundinamarquesas de El Guavio, Guatavita, Zipaquirá y Oriente.
Los municipios que conformaban el departamento eran los siguientes, de acuerdo al decreto 916 del 31 de agosto del año 1908:
- Provincia del Guavio: Gachetá (capital), Gachalá, Gama, Junín, Ubalá, Carmen de Carupa, Cucunubá, Ubaté, Tibirita, Suesca, Manta, Machetá, Hatoviejo y Chocontá.

- Provincia de Guatavita: Guatavita (capital), Guasca, Sopó y Sesquilé.

- Provincia de Zipaquirá: Zipaquirá (capital), Cajicá, Cogua, Gachancipá, Nemocón, Tabio, Tenjo, Tocancipá, Peñón, Pacho y Paime.

- Provincia de Ubaté: Ubaté (capital), Cucunubá, Carmen de Carupa, Fúquene, Guachetá, Lenguazaque, San Cayetano, Sutatausa, Susa, Simijaca y  Tausa.